# Grumman American AA-1
Grumman American AA-1 (ICAO oznaka:AA1) je dvosedežno šolsko enomotorno letalo ameriškega proizvajalca Grumman American. Variante letala so: American Aviation AA-1 Yankee in AA-1A Trainer, Grumman American AA-1B Trainer in TR-2 ter Gulfstream American AA-1C Lynx in T-Cat.  Uporablja se za: osnovno šolanje pilotov in nočno šolanje. Letalo je bilo razvito v konkurenci: Beechcraft Skipper, Cessna 152, Piper Tomahawk in kasneje DA20-C1 Eclipse. Letalo poganja robusten 3,82 litrski štirivaljni bencinski bokser motor Lycoming O-235, ima podvozje tipa tricikel in dvokraki propeler Sensenich 72CK-0-52 ali -56.

## Tehnične specifikacije
Podatki iz Janes's All The World's Aircraft 1982-83
Splošne karakteristike
- Posadka: 2
- Dolžina: 19 ft 2.9 in (5.87 m)
- Razpon kril: 24 ft 5.5 in (7.46 m)
- Višina: 6 ft 9.6 in (2.07 m)
- Površina kril: 98 sq ft (9.11 m2)
- Aeroprofil: NACA 64-415
- Teža praznega letala: 1,018 lb (461 kg)
- Naložena teža: 1,500 lb (680 kg)
- Pogon letala: 1 ×  Štirivaljni protibatni zračno hlajeni motor Avco Lycoming O-235, 108 BHP (80.6 kW)

 Zmogljivost 
- Neprekoračljiva hitrost: 169 kn (314 km/h)
- Maks. hitrost: 120 kn (222 km/h)
- Potovalna hitrost: 108 kn
- Hitrost porušitve vzgona: 52 kn (97 km/h)
- Doseg: 424 nmi (785 km)
- Višina leta: 13,750 ft (4,191 m)
- Hitrost vzpenjanja: 765 ft/min (3.89 m/s)